# Râul Ungurel, Secaș
Râul Ungurel este un curs de apă, afluent al râului Secaș. 